# Benelux' Next Top Model (mùa 1)
Benelux' Next Top Model, Mùa 1 là mùa đầu tiên của Benelux' Next Top Model và mùa đầu tiên bao gồm người Bỉ và Hà Lan là những thí sinh. Nó được phát sóng vào ngày 14 tháng 9 năm 2009 và kéo dài đến ngày 16 tháng 11 trong cùng năm đó.
Với chương trình này là sự kết hợp giữa Holland's Next Top Model và Topmodel mà cả hai đều làm theo cùng một định dạng, ban giám khảo, cũng như các thí sinh, đã đại diện cho hai quốc gia.
Điểm đến quốc tế của mùa này là Miami cho top 5.
Người chiến thắng mùa này là Rosalinde Kikstra, 22 tuổi từ Rotterdam, Hà Lan. Giải thường của cô trong mùa này là: 1 hợp dồng người mẫu với Modelmasters The Agency trị giá €75,000, lên ảnh bìa tạp chí cùng 8 trang biên tập cho Beau Monde và chiến dịch quảng cáo cho Max Factor & Gillette Venus Embrace.

## Thí sinh
(Tuổi tính từ ngày dự thi)
| Đến từ | Thí sinh              | Tuổi | Chiều cao               | Qué quán   | Bị loại ở | Hạng  |
| ------ | --------------------- | ---- | ----------------------- | ---------- | --------- | ----- |
| Bỉ     | Alexandra Carnewal    | 22   | 1,76 m (5 ft 9+1⁄2 in)  | Brussel    | Tập 1     | 13    |
| Bỉ     | Roxanne De Craene     | 21   | 1,80 m (5 ft 11 in)     | Mechelen   | Tập 2     | 12-11 |
| Hà Lan | Adinda Kennedy        | 17   | 1,78 m (5 ft 10 in)     | Baarn      | Tập 2     | 12-11 |
| Hà Lan | Sarah van der Meer    | 22   | 1,74 m (5 ft 8+1⁄2 in)  | The Hague  | Tập 3     | 10    |
| Hà Lan | Melanie Weterings     | 22   | 1,76 m (5 ft 9+1⁄2 in)  |            | Tập 4     | 9-8   |
| Hà Lan | Tessa Kort            | 17   | 1,76 m (5 ft 9+1⁄2 in)  | Doesburg   | Tập 4     | 9-8   |
| Bỉ     | Justine Desmet        | 16   | 1,80 m (5 ft 11 in)     | Bruges     | Tập 5     | 7     |
| Bỉ     | Bianca Kortzorg       | 23   | 1,77 m (5 ft 9+1⁄2 in)  |            | Tập 6     | 6     |
| Bỉ     | Catharina Elias       | 21   | 1,80 m (5 ft 11 in)     | Bruges     | Tập 7     | 5     |
| Hà Lan | Lianne Bakker         | 21   | 1,77 m (5 ft 9+1⁄2 in)  | Amsterdam  | Tập 8     | 4     |
| Bỉ     | Maxime van Steenvoort | 17   | 1,78 m (5 ft 10 in)     | Brasschaat | Tập 10    | 3-2   |
| Hà Lan | Denise Menes          | 21   | 1,74 m (5 ft 8+1⁄2 in)  | Haarlem    | Tập 10    | 3-2   |
| Hà Lan | Rosalinde Kikstra     | 22   | 1,81 m (5 ft 11+1⁄2 in) | Rotterdam  | Tập 10    | 1     |

## Thứ tự gọi tên
| Thứ tự | Tập       | Tập            | Tập       | Tập           | Tập       | Tập       | Tập       | Tập       | Tập           |  |
| Thứ tự | 1         | 2              | 3         | 4             | 5         | 6         | 7         | 8         | 10            |  |
| ------ | --------- | -------------- | --------- | ------------- | --------- | --------- | --------- | --------- | ------------- |  |
| 1      | Catharina | Maxime         | Denise    | Denise        | Bianca    | Denise    | Rosalinde | Maxime    | Rosalinde     |  |
| 2      | Bianca    | Catharina      | Tessa     | Rosalinde     | Maxime    | Lianne    | Lianne    | Denise    | Denise Maxime |  |
| 3      | Lianne    | Melanie        | Melanie   | Justine       | Rosalinde | Maxime    | Maxime    | Rosalinde | Denise Maxime |  |
| 4      | Roxanne   | Sarah          | Maxime    | Maxime        | Catharina | Rosalinde | Denise    | Lianne    |               |  |
| 5      | Denise    | Tessa          | Bianca    | Lianne        | Denise    | Catharina | Catharina |           |               |  |
| 6      | Adinda    | Justine        | Catharina | Bianca        | Lianne    | Bianca    |           |           |               |  |
| 7      | Rosalinde | Rosalinde      | Lianne    | Catharina     | Justine   |           |           |           |               |  |
| 8      | Justine   | Lianne         | Rosalinde | Tessa Melanie |           |           |           |           |               |  |
| 9      | Maxime    | Bianca         | Justine   | Tessa Melanie |           |           |           |           |               |  |
| 10     | Sarah     | Denise         | Sarah     |               |           |           |           |           |               |  |
| 11     | Alexandra | Adinda Roxanne |           |               |           |           |           |           |               |  |
| 12     | Tessa     | Adinda Roxanne |           |               |           |           |           |           |               |  |

     Thí sinh bị loại
     Thí sinh được miễn loại
     Thí sinh bị loại trước khi vào phòng đánh giá
     Thí sinh chiến thắng cuộc thi
- Trong tập 1, Alexandra bị loại ở gần cuối tập phim nên Melanie là thí sinh được vào cuộc thi vì ban giám khảo đã chọn.
- Tập 9 là tập ghi lại khoảnh khắc từ đầu cuộc thi.

### Buổi chụp hình
- Tập 1: Ảnh chân dung biểu cảm trên bãi rác (casting); Ảnh mở đầu chương trình
- Tập 2: Tạo dáng trong ngôi mộ
- Tập 3: Ảnh quảng cáo giày với trẻ em hoặc động vật
- Tập 4: Ảnh quảng cáo nước hoa với người mẫu nam
- Tập 5: Ảnh chân dung vẻ đẹp với nhện
- Tập 6: Buổi chụp hình lãng mạn trên giường với người mẫu nam cho Venus Embrace
- Tập 7: Hồi kết của chuyến đi trên xe mui trần cổ điển
- Tập 8: Áo tắm ở bãi biển Miami
- Tập 10: Ảnh chân dung vẻ đẹp trước gương cho Max Factor Max Factor Second Skin Foundation